# Землетрясение в заливе Моро (2010)
Землетрясение магнитудой 7,6 произошло 23 июля 2010 года в 22:51:11 (UTC) в заливе Моро, у побережья острова Минданао (Филиппины), в 61,3 км к западу от города Бантогон (регион СОККСКСАРХЕН). Гипоцентр землетрясения располагался на глубине 578,0 километров. Интенсивность землетрясения составила IV по шкале Меркалли.
Землетрясение ощущалось в: Генерал-Сантос, Давао, Малите, Пададе, Санта-Марие, Айяле, Бутуане, Кагаяне-де-Оро, Дипологе, Матанао, Сокорро, Суригао, Калинане, Мидсайяпе и других населённых пунктах Минданао. Подземные толчки ощущались также в Себу, Пало, Таклобане, Макати, Паланан, Маниле, Байаване, Баколоде, Макато, Илоило. Землетрясение ощущалось также на острове Тернате (Индонезия) и в Тайнане (Тайвань). В результате землетрясения сообщений о жертвах и разрушениях не поступало.

## Форшок
За 43 минуты до основного землетрясения, 23 июля 2010 года, в 22:08:11 UTC произошёл форшок магнитудой 7,3. Гипоцентр землетрясения находился на глубине 607,1 км. Эпицентр землетрясения был расположен в 68,2 км к западу от Автономного региона в Мусульманском Минданао.
Это землетрясение ощущалось в: Бутуан, Кагаян-де-Оро, Котабато, Генерал-Сантос, Лингиг, Сокорро, Суригао, Лануса, Алабель, Давао, Кадингилан, Панабо, Пурикай, Бохоль, Лейте, Манила и на острове Тернате (Индонезия). Сообщений о жертвах и разрушениях не поступало.

## Афтершоки
После основного сейсмического удара последовало несколько афтершоков, магнитудой до 7,5.
Первый из них, магнитудой 7,5 на глубине 640,6 км, произошёл через 24 минуты после основного землетрясения, 23.07.2010 года в 23:15:10 UTC. Эпицентр находился в 73,2 км к югу от полуострова Замбоанга. Подземные толчки ощущались в: Генерал-Сантос, Лингиг, Кагаян-де-Оро, Котабато, Давао, Диполог, Кидапаван, Сан-Хосе (Западный Миндоро), Танхай, Думагете, на острове Панай в Хамтик и Сан-Хосе (провинция Антике), в Иросин, Сорсогон, Антиполо, Легаспи, Маниле, Себу, Таклобане. Очевидцы сообщали о землетрясении на островах: Себу, Лейте, Лусон, Минданао, Миндоро, Негрос, Панай, Самар. Сообщения о землетрясении поступали с острова Тернате (Индонезия) и из Бандар-Сери-Бегаван (Бруней).
24 июля 2010 года в 05:35:01 UTC последовал афтершок магнитудой 6,6. Его эпицентр находился в 63,4 км к западу-юго-западу от города Сангай в провинции СОККСКСАРХЕН.
29 июля 2010 года в 07:31:56 UTC произошёл афтершок магнитудой 6,6. Эпицентр находился в 89,7 км к западу от города Бантогон.

## Тектонические условия региона
Землетрясение магнитудой 7,6, произошедшее 23 июля 2010 года в 22:51:11 UTC в заливе Моро к югу от Минданао, было вторым из трёх землетрясений магнитудой 7+, произошедших за период чуть более часа (после землетрясения с магнитудой 7,3 в 22:08 UTC, а также до события магнитудой 7,5 в 23:15 UTC). Каждое из этих землетрясений было результатом глубокого обыкновенного сброса в пределах наклонной сейсмической зоны, где микроплита Молуккского моря погружается под бассейн моря Сулавеси.
Северо-восточная Индонезия и южные Филиппины характеризуются сложной тектоникой, в которой движения многочисленных небольших плит обеспечивают крупномасштабную конвергенцию между Филиппинской и Зондской плитой. Филиппинская плита движется с запада на северо-запад относительно Зондской плиты со скоростью 60—110 мм/год. В районе эпицентра землетрясений 23 июля 2010 года происходит дуговое столкновение между микроплитой Сангихе и Филиппинской плитой, с вклиненной между ними микроплитой Молуккского моря, которая проходит под ними (с востока на запад) и образует сейсмическую зону в форме буквы П. В районе землетрясения 23 июля 2010 года вершина микроплиты Молуккского моря находится на глубине около 150 км. Сейсмичность в пределах этой микроплиты активна на глубинах от 260 км на востоке и 650 км на западе. Тектоническая обстановка в этом регионе уникальна тем, что является единственным глобальным примером активного дугового столкновения, поглощающего океанический бассейн посредством субдукции в двух направлениях.
События 23 июля произошли в результате высвобождения накопленной энергии упругой деформации пород, вызванных медленной деформацией плиты Молуккского моря на большой глубине, при этом оно не связано с взаимодействием менее глубоких перекрывающих плит Сангихе и Филиппинского моря. Моделирование фокального механизма землетрясения показывает, что землетрясение было внутриплитным.
Землетрясения с фокусной глубиной более 300 км обычно называют «глубокофокусными» землетрясениями. Такие землетрясения наносят меньший ущерб на поверхности земли над их очагами, чем землетрясения с аналогичной магнитудой, но расположенные ближе к поверхности. Однако крупные глубокофокусные землетрясения могут ощущаться на большом расстоянии от их эпицентров. Самым большим зарегистрированным глубокофокусным землетрясением до этих землетрясений в июле 2010 года было событие магнитудой 8,2, которое произошло на глубине 630 км в пределах субдуцированной плиты Наска под Южной Америкой около северной границы Боливии в 1994 году. С тех пор произошло более крупное землетрясение, магнитудой 8,3, которое произошло на глубине 600 км в пределах субдуцированной Тихоокеанской плиты у берегов Охотского моря на северо-востоке России в 2013 году. Землетрясение в Охотском море ощущалось по всей Азии, вплоть до Москвы, а также вдоль западного побережья Соединенных Штатов. Боливийское глубокофокусное землетрясение с магнитудой 8,2 в 1994 году ощущалось людьми в Северной Америке на большом расстоянии от эпицентра.
За прошедшее столетие во всем мире произошло 80 землетрясений с магнитудой более 7; четыре из них были расположены в том же регионе, что и события 23 июля 2010 года. Крупнейшим из предшествующих на этих глубинах было землетрясение с магнитудой 7,3 в марте 1983 года, менее чем в 200 км к северу и на 10–60 км глубже, чем события 23 июля, без каких-либо связанных с этим жертв и разрушений.